# 放克名流
〈放克名流〉（英語：Uptown Funk）是一首由英國製作人馬克·朗森錄製，並由美國歌手布鲁诺·马尔斯演唱的一首冠軍單曲，此曲收錄於馬克·朗森的第四张錄音室專輯《放克特區》(2015)。RCA唱片將此曲釋出於2014年11月10日，做為專輯的第一波主打單曲。而在此曲中，傑夫·巴斯克也幫忙了詞曲創作及製作的部分。此次的單曲，也是布鲁諾·馬爾斯與馬克·朗森的第四次合作（包含布鲁諾·馬爾斯的個人單曲深陷天堂、月光及大猩猩）和傑夫·巴斯克的第六次合作（包含與月亮對話、漾美眉及前述的三首單曲）。
此單曲於告示牌百强单曲榜連續占據了冠軍長達14周，也在英國單曲排行榜達到了七周(非連續)冠軍的紀錄，且於澳大利亞、加拿大、法國、愛爾蘭及新西蘭的音樂榜單中獲得了極佳的成績。在2015年1月25日那周，更在英國創下了一周234萬的串流紀錄，但過沒多久便被艾丽·高登的〈愛由你做主〉一周258萬的紀錄所超越，之後此曲更以一周1550萬的紀錄再次打破紀錄。而〈放克名流〉也以一周480萬的串流量打破了在美國的最高紀錄，此單曲更在全球累計了估計1520萬的銷售及串流量。2015年，馬克·朗森憑藉此單曲更贏得了2015全英音樂獎年度單曲。〈放克名流〉的音樂視頻，更入圍MTV音樂錄影帶大獎中的五大獎項，其中抱走了最佳男歌手錄影帶獎項。
2016年《告示牌雜誌》遴選「Greatest of All Time Hot 100 Singles」，這首單曲位居第12名。

## 歌曲列表
- 線上下載[5]

1. 放克名流（布魯諾·馬爾斯客串） – 4:30

- CD單曲[6]

1. 放克名流（布魯諾·馬爾斯客串） – 4:30
2. 感覺真好（神秘主義信徒（英语：Mystikal）客串） – 3:42

- 12吋黑膠唱片[7]

A. 放克名流 – 4:30
B. 放克名流（BB Disco Dub Mix）Remixed by Benji B – 6:19
- 混音 – EP

1. 放克名流（布魯諾·馬爾斯客串） – 4:30
2. 放克名流（布魯諾·馬爾斯客串）（Dave Audé Remix）– 3:57
3. 放克名流（布魯諾·馬爾斯客串）（Wideboys VIP Remix）– 3:16
4. 放克名流（布魯諾·馬爾斯客串）（Will Sparks Remix）–4:37

## 榜單成績
| 排行榜（2014年－15年）                            | 最高排名 |
| ------------------------------------------------- | -------- |
| 澳大利亚（澳大利亚唱片业协会單曲榜）              | 1        |
| 奥地利（Ö3四十强单曲榜）                          | 6        |
| 比利时佛兰德（Ultratop五十强单曲榜）              | 1        |
| 比利时佛兰德（Ultratop城市榜）                    | 1        |
| 比利时瓦隆（Ultratop五十强单曲榜）                | 1        |
| 巴西（Brasil Hot 100 Airplay）                    | 32       |
| 加拿大（《告示牌》Canada CHR）                    | 1        |
| 加拿大（《告示牌》Canada Hot AC）                 | 1        |
| 哥倫比亞（國家報告英語榜）                        | 1        |
| 克羅地亞（Airplay Radio Chart）                   | 1        |
| 捷克（電台百強單曲榜）                            | 7        |
| 捷克（百強數位單曲榜）                            | 2        |
| 丹麥（Hitlisten单曲榜）                           | 2        |
| 歐洲（《告示牌》Euro Digital Song Sales）         | 1        |
| 芬兰（芬蘭官方單曲榜）                            | 5        |
| 法国（法國唱片出版業公會單曲榜）                  | 1        |
| 德国（德國官方單曲榜）                            | 3        |
| 匈牙利（四十强电台榜）                            | 1        |
| 匈牙利（四十強單曲榜）                            | 1        |
| 愛爾蘭（愛爾蘭唱片音樂協會单曲榜）                | 1        |
| 以色列（媒体森林电台榜）                          | 1        |
| 意大利（意大利音乐产业联盟单曲榜）                | 3        |
| 日本（Japan Hot 100）                             | 12       |
| 黎巴嫩（黎巴嫩二十強單曲榜）                      | 1        |
| 黎巴嫩英語榜（黎巴嫩二十強單曲榜）                | 1        |
| 盧森堡（《告示牌》Luxembourg Digital Song Sales） | 1        |
| 荷兰（荷蘭四十強單曲榜）                          | 4        |
| 荷兰（百强单曲榜）                                | 2        |
| 新西兰（新西兰唱片音乐协会单曲榜）                | 1        |
| 挪威（世道單曲榜）                                | 6        |
| 波蘭（波蘭百大電台榜）                            | 7        |
| 葡萄牙（《告示牌》Portugal Digital Songs）        | 4        |
| 蘇格蘭（官方榜单公司單曲榜）                      | 1        |
| 斯洛伐克（電台百強單曲榜）                        | 33       |
| 斯洛伐克（百強數位單曲榜）                        | 2        |
| 南韓（Gaon單曲榜）                                | 4        |
| 南韓（Gaon國際單曲榜）                            | 1        |
| 西班牙（西班牙音樂製作協會）                      | 1        |
| 瑞典（瑞典最熱榜）                                | 8        |
| 瑞士（瑞士热门音乐榜）                            | 2        |
| 英國（官方榜单公司單曲榜）                        | 1        |
| 美国（《告示牌》百大單曲榜）                      | 1        |
| 美國（《告示牌》成人當代單曲榜）                  | 5        |
| 美國（《告示牌》Adult Pop Airplay）               | 1        |
| 美國（《告示牌》Dance Club Songs）                | 1        |
| 美國（《告示牌》Latin Pop Airplay）               | 8        |
| 美國（《告示牌》Pop Airplay）                     | 1        |
| 美國（《告示牌》Rhythmic Songs）                  | 1        |

| 排行榜（2014年）             | 排名 |
| ---------------------------- | ---- |
| 澳洲（澳洲唱片業協會單曲榜） | 29   |
| 英國（官方榜單公司單曲榜）   | 35   |

| 排行榜（2015年）                       | 排名 |
| -------------------------------------- | ---- |
| 澳洲（澳洲唱片業協會單曲榜）           | 1    |
| 澳洲城市榜（澳洲唱片業協會單曲榜）     | 1    |
| 比利時法蘭德斯（Ultratop五十強單曲榜） | 1    |
| 比利時瓦隆尼亞（Ultratop五十強單曲榜） | 3    |
| 加拿大（加拿大百強單曲榜）             | 1    |
| 德國（官方德國榜單）                   | 22   |
| 以色列（媒體森林）                     | 1    |
| 日本（日本熱門100金曲榜）              | 18   |
| 意大利（意大利音樂產業聯盟）           | 11   |
| 新西蘭（新西蘭唱片音樂協會）           | 1    |
| 波蘭（波蘭五十強舞曲榜）               | 31   |
| 瑞士（瑞士熱門音樂榜）                 | 9    |
| 英國（官方榜單公司單曲榜）             | 1    |
| 美國（《告示牌》百強單曲榜）           | 1    |
| 美國（《告示牌》當代成人單曲榜）       | 6    |
| 美國（《告示牌》成人四十強單曲榜）     | 5    |
| 美國（《告示牌》舞曲夜店歌曲榜）       | 12   |
| 美國（《告示牌》主流四十強單曲榜）     | 1    |

| 排行榜（2016年）                   | 排名 |
| ---------------------------------- | ---- |
| 澳洲（澳洲唱片業協會單曲榜）       | 94   |
| 澳洲城市榜（澳洲唱片業協會單曲榜） | 14   |
| 以色列（媒體森林）                 | 45   |

| 榜单（2010年-2019年）        | 排名 |
| ---------------------------- | ---- |
| 美國（《告示牌》百強單曲榜） | 1    |

| 榜单                         | 排名 |
| ---------------------------- | ---- |
| 美國（《告示牌》百強單曲榜） | 4    |

## 认证与销量
| 地區                                                     | 认证         | 认证单位/销量 |
| -------------------------------------------------------- | ------------ | ------------- |
| 澳大利亚（澳大利亚唱片业协会）                           | 22× 白金     | 1,540,000‡    |
| 奥地利（國際唱片業協會奧地利分會）                       | 金           | 15,000*       |
| 比利时（比利時唱片音樂協會）                             | 3× 白金      | 90,000‡       |
| 加拿大（加拿大音乐协会）                                 | 钻石         | 800,000‡      |
| 丹麦（國際唱片業協會丹麥分會）                           | 3× 白金      | 270,000‡      |
| 法国（法國唱片出版業公會）                               | 钻石         | 250,000*      |
| 德国（聯邦音樂產業協會）                                 | 白金         | 400,000‡      |
| 意大利（意大利音乐产业联盟）                             | 5× 白金      | 250,000‡      |
| 日本（日本唱片協會）                                     | 金           | 100,000*      |
| 墨西哥（墨西哥音像製品協會）                             | 2× 钻石+白金 | 660,000‡      |
| 荷兰（荷蘭音像製品製作與進口協會）                       | 白金         | 30,000‡       |
| 新西兰（新西兰唱片音乐协会）                             | 5× 白金      | 75,000*       |
| 挪威（國際唱片業協會挪威分会）                           | 3× 白金      | 30,000‡       |
| 西班牙（西班牙音樂製作協會）                             | 4× 白金      | 160,000‡      |
| 瑞典（瑞典唱片業協會）                                   | 白金         | 40,000‡       |
| 英国（英国唱片业协会）                                   | 7× 白金      | 4,200,000‡    |
| 美国（美國唱片業協會）                                   | 11× 白金     | 11,000,000‡   |
| 流媒体                                                   |              |               |
| 日本（日本唱片協會）                                     | 金           | 50,000,000†   |
| 韩国                                                     | —            | 100,000,000   |
| *僅含認證的實際銷量 ‡僅含認證的+實際銷量 †僅含認證的銷量 |              |               |

## 發行歷史
| 地區   | 日期           | 形式         | 廠牌          | 目錄號碼    | 來源    |
| ------ | -------------- | ------------ | ------------- | ----------- | ------- |
| 澳洲   | 2014年11月10日 | 數碼下載     | 哥倫比亞 索尼 | 無          | [ 99 ]  |
| 美國   | 2014年11月10日 | 數碼下載     | 索尼          | 無          | [ 5 ]   |
| 美國   | 2014年11月11日 | 當代流行電台 | RCA 哥倫比亞  | 無          | [ 100 ] |
| 意大利 | 2014年11月14日 | 當代流行電台 | 索尼          | 無          | [ 101 ] |
| 英國   | 2014年12月8日  | 線上下載     | 哥倫比亞      | 無          | [ 102 ] |
| 德國   | 2015年1月9日   | CD單曲       | 索尼          | 無          | [ 6 ]   |
| 英國   | 2015年2月16日  | 12吋單曲     | 哥倫比亞      | 無          | [ 103 ] |
| 美國   | 2015年2月17日  | 12吋單曲     | 哥倫比亞      | 88875069571 | [ 104 ] |